# Pomnik Ronalda Reagana w Warszawie
Pomnik Ronalda Reagana – monument upamiętniający 40. prezydenta Stanów Zjednoczonych Ronalda Reagana znajdujący się w Alejach Ujazdowskich róg ul. Jana Matejki w Warszawie.

## Opis
Inicjatorem budowy monumentu był prezes Fundacji im. Ronalda Reagana Janusz Dorosiewicz. Pomnik zaprojektowany przez krakowskiego rzeźbiarza Władysława Dudka stoi naprzeciwko budynku ambasady Stanów Zjednoczonych. Został odsłonięty 21 listopada 2011 przez Lecha Wałęsę.
Pomnik przedstawia prezydenta Reagana przemawiającego w Berlinie Zachodnim w roku 1987 przed Brama Brandenburską. Projekt nie był konsultowany z władzami stolicy, nie został wybrany w drodze konkursu. Lokalizacja pomnika została jednak zaakceptowana przez Radę Warszawy.